# Догерн
Догерн (њем. Dogern) општина је у њемачкој савезној држави Баден-Виртемберг. Једно је од 32 општинска средишта округа Валдсхут. Према процјени из 2010. у општини је живјело 2.291 становника. Посједује регионалну шифру (AGS) 8337032.

## Географски и демографски подаци
Догерн се налази у савезној држави Баден-Виртемберг у округу Валдсхут. Општина се налази на надморској висини од 315 метара. Површина општине износи 7,4 km². У самом мјесту је, према процјени из 2010. године, живјело 2.291 становника. Просјечна густина становништва износи 308 становника/km².

## Међународна сарадња
| Мјесто | Држава    | Врста сарадње | Од    |
| ------ | --------- | ------------- | ----- |
|        | Француска | контакт       | 1985. |
| Извор  |           |               |       |